# Ț
Ț, ț は、Tにコンマビローを付した文字である。

## 概要
ルーマニア語 (モルドバ語)、ガガウス語において使用される。
ルーマニア語では、ISO/IEC_8859-2で誤ってŢが登録された為、「セディーユつきの文字を下コンマつきの字のかわりに使ってもよい」と注に追記された。その後、ISO/IEC_8859-16で下コンマつきのȚが登録された。
ルーマニア語 (モルドバ語)、ガガウス語でドイツ語のzの発音と同様の、無声歯茎破擦音（/ts/）を表す。モルドバ語のキリル文字表記では Ц に相当する。

## 符号位置
| 大文字 | Unicode | JIS X 0213 | 文字参照       | 小文字 | Unicode | JIS X 0213 | 文字参照       | 備考 |
| ------ | ------- | ---------- | -------------- | ------ | ------- | ---------- | -------------- | ---- |
| Ț      | U+021A  | ‐          | &#x21A; &#538; | ț      | U+021B  | ‐          | &#x21B; &#539; |      |